# Arielulus circumdatus
Arielulus circumdatus és una espècie de ratpenat de la família dels vespertiliònids. Viu a Cambodja, la Xina, l'Índia, Indonèsia, Malàisia, Myanmar, el Nepal, Tailàndia i el Vietnam. El seu hàbitat natural són els boscos montans i els boscos secundaris de teca. No hi ha cap amenaça significativa per a la supervivència d'aquesta espècie.